# François Steyn
François Philippus Lodewyk Steyn (Aliwal North, 14 de mayo de 1987) es un exjugador sudafricano de rugby que se desempeñó como centro o fullback. Jugó para los Springboks, y se desempeñó en el equipo de rugby Cheetahs en el United Rugby Championship.
Steyn fue integrante del equipo sudafricano que se consagró campeón de la Copa Mundial de Rugby de 2007, y también del equipo campeón de la Copa Mundial de Rugby de 2019, lo que lo hace uno de los dos jugadores sudafricanos en conquistar dos Copas del Mundo, junto a Os du Randt.

## Carrera
Cuando debutó en el Super Rugby con los Sharks en 2007, comenzó jugando de wing pero pasó a fullback cuando se lesionó Percy Montgomery a fines de la temporada. Cuando Montgomery se recuperó, Steyn pasó a jugar de apertura y con el retiro de Montgomery regresó a fullback.
En abril de 2009, Steyn firmó un contrato de dos años con el club francés Racing Métro 92 del Top 14 con un sueldo de €750.000 por temporada.
En 2014 fue contratado por el club japonés Toshiba Brave Lupus de la Top League. Regresó a los Sharks en 2015.
En 2016 volvió a Europa para jugar en Montpellier.
Steyn fue seleccionado en el equipo de Sudáfrica para la Copa Mundial de Rugby de 2019. Sudáfrica ganó el torneo y derrotó a Inglaterra en la final.
Fue seleccionado por Rassie Erasmus para formar parte de los Springboks en la Copa Mundial de Rugby de 2019 en Japón. Donde vencieron en la final a Inglaterra  por el resultado final de 32-12 Proclamándose campeones del mundo. Steyn jugó seis partido en el campeonato, siendo titular en dos de ellos, además consiguió anotar un ensayo ante Canadá en la victoria de los sudafricanos por 66-7

#### Participaciones en Copas del Mundo
| Mundial                       | Sede          | Resultado        | PJ | Tries |
| ----------------------------- | ------------- | ---------------- | -- | ----- |
| Copa Mundial de Rugby de 2007 | Francia       | Campeón          | 7  | 1     |
| Copa Mundial de Rugby de 2011 | Nueva Zelanda | Cuartos de final | 4  | 3     |
| Copa Mundial de Rugby de 2019 | Japón         | Campeón          | 6  | 1     |

## Palmarés y distinciones notables
- Copa Mundial de Rugby de 2007
- Campeón del Torneo de las Tres Naciones 2009.
- Nominado a mejor jugador de rugby del año en 2009
- Campeón de la Currie Cup de 2008.
- Rugby Championship 2019[5]
- Copa Mundial de Rugby de 2019[6]